# Kanton Bourg-en-Bresse-Nord-Centre
Der Kanton Bourg-en-Bresse-Nord-Centre war von 1982 bis 2015 ein französischer Wahlkreis im Département Ain in der Region Rhône-Alpes. Er umfasste den nördlichen und zentralen Teil der Départementshauptstadt Bourg-en-Bresse.

## Einwohner
| Bevölkerungsentwicklung | Bevölkerungsentwicklung |
| Jahr                    | Einwohner               |
| ----------------------- | ----------------------- |
| 1990                    | 13.408                  |
| 1999                    | 12.617                  |
| 2006                    | 12.814                  |
| 2011                    | 12.505                  |

## Politik
| Vertreter im conseil général des Départements | Vertreter im conseil général des Départements | Vertreter im conseil général des Départements |
| Amtszeit                                      | Name                                          | Partei                                        |
| --------------------------------------------- | --------------------------------------------- | --------------------------------------------- |
| 1995–2001                                     | André Godin                                   | PS                                            |
| 2001–2008                                     | Christophe Feillens                           | UMP                                           |
| 2008–2015                                     | Guillaume Lacroix                             | PRG                                           |